# Пезінг
Пезінг (нім. Pösing) — громада в Німеччині, розташована в землі Баварія. Підпорядковується адміністративному округу Верхній Пфальц. Входить до складу району Кам. Складова частина об'єднання громад Штамсрід.
Площа — 9,14 км2. Населення становить 962 ос. (станом на 31 грудня 2020).